# 원가 (후한)
원가(元嘉)는 중국 후한(後漢) 환제(桓帝)의 세 번째 연호이다. 151년 1월에서 153년 5월까지 2년 5개월 동안 사용하였다.

## 개원
화평(和平) 2년 1월 16일(151년 2월 19일)에 연호를 원가(元嘉)로 개원함.

## 연대대조표
| 원가                | 원년       | 2년        | 3년        |
| 서력                | 151년      | 152년      | 153년      |
| 육십간지 (六十干支) | 신묘(辛卯) | 임진(壬辰) | 계사(癸巳) |

## 같이 보기
- 다른 왕조의 같은 연호
  - 송(宋) 원가(424년 ~ 453년)

- 중국의 연호